# Меліков Георгій Олександрович
Георгій Олександрович Меліков (29 липня 1925, Баку, Азербайджанська РСР, СРСР — 24 червня 2014, Феодосія, Крим, Україна) — російськомовний письменник (поет і прозаїк), лауреат літературної пушкінської премії Криму, ветеран Великої Вітчизняної війни. Член Національної спілки письменників України.

## Біографія
Георгій Меліков за походженням вірменин, народився 1925 року в Баку. Не отримавши повної середньої освіти, був направлений у військове училище, після закінчення якого в 1944 році вступив до лав радянської армії і потрапив на 1-й Український фронт. Брав участь у форсуванні Одера, Нейсе і Ельби. Нагороджений трьома бойовими орденами і сімнадцятьма медалями.
Після війни закінчив архітектурно-будівельний факультет Бакинського політехнічного інституту. Працював у проектних інститутах «Азгіпроводхоз» і «Росгіпроводхоз». Обіймав посаду головного конструктора в проектному інституті «Мосгражджанпроект». Тоді ж почалася його активна літературна діяльність, хоча перші твори автора вийшли ще у фронтовій газеті.
Георгій Меліков навчався на Вищих літературних курсах при Московському інституті імені О. М. Горького, був знайомий з Василем Шукшиним, Костянтином Симоновим і Булатом Окуджавою, яким неодноразово присвячував свої вірші. У видавництві «Червона зірка» вийшли чотири збірки його оповідань про війну. Також друкувався на сторінках «Літературної газети», журналів «Новий світ», «Жовтень», «Робітниця». Брав участь у випуску двох московських альманахів і колективних збірників.
Наприкінці 1970 рр.. викладав у Подольському будівельному технікумі та Всесоюзному заочному інженерно-будівельному інституті.
У 1985 році переїхав до Феодосії, де жив до смерті. Георгій Меліков написав близько сотні книг прози і віршів, більшість з них письменник видав на свої кошти.
Був членом Спілки письменників СРСР, Національної спілки письменників України, Спілки російських письменників Східного Криму, Союзу кримських вірменських письменників. Нагороджений пам'ятною медаллю імені Івана Айвазовського та літературної Пушкінській премією Криму.
Останніми роками працював в жанрі історичного роману. Георгієм Меліковим написані романи-біографії про Олександра Пушкіна, Михайла Лермонтова та Миколу Гоголя.